# Ambasciatori veneziani nel Sacro Romano Impero
L'ambasciatore veneziano nel Sacro Romano Impero era il primo rappresentante diplomatico della Repubblica di Venezia nel Sacro Romano Impero.
I rapporti diplomatici tra i due stati iniziarono 1494 e terminarono col crollo della Serenissima nel 1797 ad opera di Napoleone. Prima di tale data si erano tenute delle ambasciate veneziane presso l'imperatore a Verona, Vienna, Bruges, Praga ed in altri luoghi del Sacro Romano Impero.

## Ambasciatori

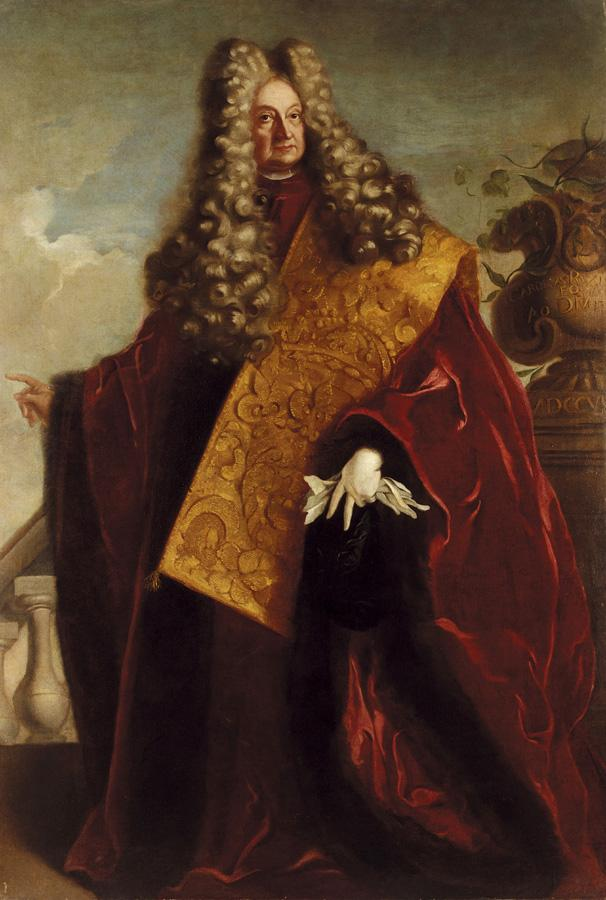
Carlo Ruzzini (1706)
Dipinto di Gregorio Lazzarini.

- 1492–1502: Zaccaria Contarini[3][4] (1452–1513)
- 1504–1505: Francesco Capello[3][5] (1460–1513)
- 1505–150?: Pietro Pasqualago
- 1507–15??: Vincenzo Querini (1479–1514)

...
- 1521–1523: Francesco (?) Gasparo Contarini[1][6] (1483–1542)
- 1523–1527: Carlo Contarini[7] (1474–1528)
- 1527–1530: Niccolò Tiepolo (–1551)
- 1533–1535: Marc Antonio Contarini[1] (–1546)
- 1535–1537: Niccolò Tiepolo (–1551)
- 1537–1539: Pietro Mocenigo[1] (1491–1541)
- 1539–1541: Francesco (?) Gasparo Contarini[1] (1483–1542)
- 1541–1542: Marino Giustiniani[1] (1489–1542)
- 1544–1546: Bernardo Navagero[1] (1507–1565)
- 1542–1546: Domenico Morosini[1] (1508–1558)
- 1546–1548: Lorenzo Contarini[8] (1515–1552)
- 1545–1548: Alvise Mocenigo I.[1] (1507–1577)
- 1548–15??: Francesco Badoer
- 1548–1549: Marino Cavalli[1][9] (1500–1573)
- 1549–1552: Domenico Morosini[1] (1508–1558)
- 1581–1585: Girolamo Lippomano[10] (1538–1591)

...
- 1651–1655: Girolamo Giustinian[11] (1611–1656)
- 1658–1661: Alvise Molin[2][12] (1606–1671)
- 1674–1677: Francesco Loredan[2] (1656–1715)
- 1683–1685: Domenico III. Contarini[2][13] (1642–1696)
- 1685–1689: Federico Corner[2] (1638–1724)
- 1689–1691: Girolamo Venier[2]
- 1691–1695: Alessandro Zen[2]
- 1695–1698: Carlo Ruzzini[2] (1653–1735)
- 1698–1703: Francesco Loredan[2][14] (1656–1715)
- 1703–1708: Daniele Dolfin III.[2]
- 1708–1711: Lorenzo Tiepolo[2]
- 1711–1714: Vettor Zane[2]
- 1714–1719: Pietro Grimani[2] (1677–1752)
- 1719–1722: Zuanne(?) Priuli[2]
- 1722–1725: Francesco Donà[2][15] (1681–1732)
- 1725–1728: Andrea Corner
- 1728–1732: Daniele Bragadin[2][16] (1682–1755)
- 1732–1735: Marco Foscarini[2] (1696–1763)
- 1735–1737: Nicolò Erizzo III.[2]
- 1737–1740: Alessandro Zeno[2]
- 1741–1743: Pietro Andrea Capello[2] (1700–1763)
- 1743–1744: Marco Contarini[2][17] (1708–1746)
- 1744–1746: Nicolò Erizzo III.[2]
- 1746–1749: Antonio Diedo[2][18] (1703–1785)
- 1749–1753: Andrea Tron[2] (1712–1785)
- 1753–1757: Pietro Correr[2][19] (1707–1768)
- 1757–1761: Giovanni Antonio Ruzzini[2] (1713–1766)
- 1761–1765: Nicolò Erizzo[2][20] (1722–1806)
- 1765–1769: Paolo Renier[2] (1710–1789)
- 1769–1774: Bartolomeo Gradenigo II.[2]
- 1774–1777: Alvise Contarini[2]
- 1778–1781: Nicolò Filippo Foscarini[2][21] (1732–1806)
- 1781–1785: Sebastiano Foscarini[2][22] (1718–1785)
- 1786–1792: Daniele Andrea Dolfin[2][23] (1748–1798)
- 1792–1796: Agostino Garzoni[2] (1733–1818)
- 1797–1797: Pietro Grimani[2]

1797: Chiusura dell'ambasciata